# District de Bar-sur-Seine
Le district de Bar-sur-Seine est une ancienne division territoriale française du département de l'Aube de 1790 à 1795.
Il était composé des cantons de Bar-sur-Seine, Chappes, Essoyes, Marolles, Mussy sur Seine, Polisy, les Riceys et Vitry le Croizé.